# Caroline Aaron
Caroline Aaron (7 de agosto de 1952) é uma atriz e produtora de filmes estadounidense.

## Vida pessoal
Aaron nasceu como Caroline Sidney Abady em Richmond, Virgínia e é de herança judia.
Sua mãe, Nina Abady, foi ativista de direitos civis. Aaron fez os seus estudos universitários na American University em Washington, D.C., onde estudou artes cénicas. Em 1981, Aaron casou-se com James Foreman, com quem tem dois filhos. Sua irmã mais velha, Josephine Abady, diretora e produtora de teatro, morreu de cancro da mama em 2002, à idade de 52.

## Filmografia
- 1986, A Difícil Arte de Amar
- 1989, Crimes and Misdemeanors
- 1990, Edward Scissorhands
- 1990, Alice (1990)
- 1992, This is My Life
- 1993, Sintonia de Amor
- 1996, House Arrest
- 1997, Deconstructing Harry
- 1998, Primary Colors
- 1999, Anywhere but Here
- 2000, Bounce
- 2001, Joe Dirt
- 2001, Never Again
- 2002, Pumpkin
- 2004, Along Came Polly
- 2004, Cellular
- 2005, Just Like Heaven
- 2006, Grilled
- 2007, Nancy Drew
- 2008, Surveillance
- 2009, Finding Bliss
- 2009, Love Hurts
- 2012, 21 Jump Street